# Campionato mondiale cadetti di scherma 1997
Il Campionato mondiale cadetti di scherma del 1997 ("1997 World Cadets Fencing Championships") è stato organizzato dalla Federazione internazionale della scherma e si è svolto a Tenerife in Spagna dal 25 al 31 marzo.
Nel fioretto, si sono aggiudicati i titoli del campionato mondiale l'italiano Andrea Bonometto, che ha battuto in finale il connazionale Stefano Barrera, e la statunitense Iris Zimmermann che ha avuto la meglio sulla polacca Sylwia Gruchala.
Nella spada il magiaro Arpad Horvat ha battuto in finale il lettone Mihails Jefremenko, ottenendo il titolo mondiale cadetti maschile, mentre tra le donne la russa Tatiana Logunova ha superato la polacca Olga Cygan.
Nella sciabola il tedesco Dennis Bauer prevale sul cubano Yunior Naranjo.

## Podi

### Uomini
| Specialità  | Oro              | Argento            | Bronzo                        |
| Individuali |                  |                    |                               |
| Fioretto    | Andrea Bonometto | Stefano Barrera    | Ben Montague Isacco Scomparin |
| Spada       | Arpad Horvat     | Mihails Jefremenko | Eric Boisse Ha-Young Chang    |
| Sciabola    | Dennis Bauer     | Yunior Naranjo     | Balázs Lengyel Gabor Szelle   |

### Donne
| Specialità  | Oro              | Argento         | Bronzo                   |
| Individuali |                  |                 |                          |
| Fioretto    | Iris Zimmermann  | Sylwia Gruchala | Solenne Mary Mi Jung Seo |
| Spada       | Tatiana Logunova | Olga Cygan      | Nadine Rüth Anna Sivkova |

## Medagliere
| Pos.   | Nazione       | Oro | Argento | Bronzo | Totale |
| ------ | ------------- | --- | ------- | ------ | ------ |
| 1      | Italia        | 1   | 1       | 1      | 3      |
| 2      | Ungheria      | 1   | 0       | 2      | 3      |
| 3      | Russia        | 1   | 0       | 1      | 2      |
| 4      | Germania      | 1   | 0       | 0      | 1      |
| 4      | Stati Uniti   | 1   | 0       | 0      | 1      |
| 6      | Polonia       | 0   | 2       | 0      | 2      |
| 7      | Cuba          | 0   | 1       | 0      | 1      |
| 7      | Lettonia      | 0   | 1       | 0      | 1      |
| 9      | Francia       | 0   | 0       | 2      | 2      |
| 9      | Corea del Sud | 0   | 0       | 2      | 2      |
| 11     | Regno Unito   | 0   | 0       | 1      | 1      |
| 11     | Messico       | 0   | 0       | 1      | 1      |
| Totale | Totale        | 5   | 5       | 10     | 20     |